# Volker Schlöndorff
Volker Schlöndorff (* 31. března 1939, Wiesbaden) je německý filmový režisér a producent. Patří k vůdčím osobnostem hnutí Neuer Deutscher Film, většina jeho filmů jsou adaptace známých literárních předloh.

## Život
Vystudoval politologii v Paříži, později absolvoval Institut des hautes études cinématographiques, u filmu začínal jako pomocný režisér tvůrců jako Louis Malle nebo Alain Resnais. Jeho prvním samostatným snímkem byl Mladý Törless podle románu Roberta Musila (1966). Následoval v roce 1969 historický film Michael Kohlhaas - Rebel (předloha Heinrich von Kleist, film se natáčel v Československu, hrál v něm i Václav Lohniský). V roce 1975 zfilmoval knihu Heinricha Bölla Ztracená čest Kateřiny Blumové, příběh o schopnosti bulvárních médií ničit lidské životy. O rok později byl uveden do kin film Rána z milosti natočený podle románu Marguerite Yourcenarové. Hlavní roli Sophie von Reval, mladé levicové aristokratky, sehrála Margarethe von Trotta, která se rovněž podílela na scénáři. Jeho nejúspěšnějším dílem byla adaptace Plechového bubínku Güntera Grasse z roku 1979, oceněná Oscarem za nejlepší neanglicky mluvený film. Od osmdesátých let tvořil Schlöndorff v USA. Natočil podle Proustovy předlohy film Swannova láska, dále televizní zpracování hry Arthura Millera Smrt obchodního cestujícího (v hlavních rolích Dustin Hoffman a John Malkovich) a dystopickou vizi Příběh služebné (autorka předlohy Margaret Atwoodová). V roce 1996 natočil film Netvor (podle válečného románu Michela Tourniera Král duchů), v roce 1998 thriller Palmetto, v roce 2004 zfilmoval paměti Jeana Bernarda, lucemburského kněze vězněného nacisty, pod názvem Devátý den a v roce 2007 vytvořil lyrickou komedii o francouzském turistovi bloudícím střední Asií Ulzhan.